# Chizhovskaya (pera)
 'Chizhovskaya' es un cultivar moderno de pera europea Pyrus communis. Es una variedad de peras de selección rusa de mitad de temporada, finales de verano, de uso universal. Fue obtenida en la "Academia Agrícola Timiryazev de Moscú".
Incluido en el Registro de Estado en 1993 para la zona central (regiones de Moscú y Vladimir), Srednevolzhsky (región de Samara) y regiones del Noroeste. Ampliamente distribuido en la región de Moscú.

## Origen
'Chizhovskaya' es un híbrido obtenido del cruce como Parental-Madre de 'Olga' x Parental-Padre donante de polen 'Forest's Beauty'. La nueva variedad de pera 'Chizhovskaya' fue conseguida por los obtentores S.T. Chizhov, y S.P. Potapov 1956 en la "Academia Agrícola de Moscú V.I.K.A. Timiryazeva".

## Distribución
La nueva variedad 'Chizhovskaya' se incluyó en el "Registro estatal de logros reproductivos" en 1993 para la zona central (regiones de Moscú y Vladimir), Srednevolzhsky (región de Samara) y regiones del Noroeste. Ampliamente distribuido en la región de Moscú.

## Características
El peral 'Chizhovskaya' es una variedad de verano. Árbol de tamaño mediano del tipo estándar. Su porte de crecimiento a una edad temprana es estrecho, en fructificación piramidal (en forma de cono), denso (según otra fuente ovalada, densidad media ), follaje medio. El color de la corteza del tronco es gris oscuro. Las ramas esqueléticas son grises, inclinadas verticalmente. Frutos en tirabuzones.
Los brotes son de color marrón oscuro o rojizo, ligeramente curvados, de longitud y grosor medios. Los entrenudos son de longitud media, sin pubescencia; las lenticelas son pequeñas, escasas, ubicadas al nivel de la superficie. Los cogollos tienen forma de cono, ligeramente desviados, de color marrón oscuro.
Las hojas son de tamaño mediano, alargadas-ovaladas, a menudo alargadas, verdes, curvadas a lo largo del nervio central. La lámina de la hoja es elástica, de grosor medio, la superficie es lisa, el borde de la hoja es aserrado, la pubescencia de las superficies superior e inferior está ausente. El pecíolo es de longitud media. Las estípulas son lanceoladas.
Las flores son de tamaño mediano, ahuecadas, la corola es blanca, el borde de los pétalos es macizo, la cercanía de los pétalos es media. Los botones florales son blancos. La inflorescencia es un racimo corimboso que consta de 5-7 flores.
Los frutos son de tamaño mediano (100-140 g), ovoides o en forma de pera, con una superficie lisa. La piel es fina, lisa, mate, seca, de color de fondo amarillo verdoso, a veces de sobre color con un rubor rosado ligeramente pronunciado. La oxidación-"russeting" es débil. El pedúnculo es corto, de grosor medio, la cavidad peduncular es poco profundo, estrecho y estriado, la protuberancia es pequeña, estrecha y abultada; ojo del cáliz abierto, cavidad calicina es de tamaño mediano. El corazón es ampliamente ovalado, pequeño, sin granulaciones. El número de semillas en la fruta es promedio (5-10 uds.). Las semillas son de tamaño mediano, de color marrón.
La pulpa es de color amarillo claro o casi blanca, de mediana duración, semi-aceitosa, fundente, con un aroma débil, buen sabor agridulce refrescante. Puntaje de cata 4.1-4.2 puntos. La apariencia de la fruta es atractiva.
La composición química de los frutos: 16,5% de materia seca, 13,1% de sustancias solubles, 9,1% de azúcares, 0,45% de ácidos titulables, 166 mg / 100 g de sustancias P-activas.

## Cultivo
La vida útil máxima de las frutas es de 60 a 120 días a 0 °C. La tasa de desmoronamiento es débil. La transportabilidad es media, la comerciabilidad de la fruta es alta. Casi autofértil. Las mejores variedades polinizadoras: 'Lada' , 'Severyanka' , 'Rogneda'.
La variedad es de rápido crecimiento, comienza a dar frutos 3-4 años después del injerto. Cosecha de un árbol hasta 50 kg. La fructificación es regular. La resistencia al invierno es muy alta. Resistente a la costra . Altamente resistente a condiciones ambientales extremas y enfermedades.
Ventajas de la variedad : alta resistencia al invierno, madurez temprana, buen aspecto de la fruta.
Desventajas de la variedad : frutos que disminuyen su volumen en los árboles viejos.
|  |                                          |  |  |  |  |  |  |  |  |  |  |  |  |  |  |  |
|  | ?                                        |  |  |  |  |  |  |  |  |  |  |  |  |  |  |  |
|  |                                          |  |  |  |  |  |  |  |  |  |  |  |  |  |  |  |
|  |                                          |  |  |  |  |  |  |  |  |  |  |  |  |  |  |  |
|  | Amarillo finlandés (pera)                |  |  |  |  |  |  |  |  |  |  |  |  |  |  |  |
|  |                                          |  |  |  |  |  |  |  |  |  |  |  |  |  |  |  |
|  |                                          |  |  |  |  |  |  |  |  |  |  |  |  |  |  |  |
|  | ?                                        |  |  |  |  |  |  |  |  |  |  |  |  |  |  |  |
|  |                                          |  |  |  |  |  |  |  |  |  |  |  |  |  |  |  |
|  |                                          |  |  |  |  |  |  |  |  |  |  |  |  |  |  |  |
|  | Оlgа Lukashov A.M                        |  |  |  |  |  |  |  |  |  |  |  |  |  |  |  |
|  |                                          |  |  |  |  |  |  |  |  |  |  |  |  |  |  |  |
|  |                                          |  |  |  |  |  |  |  |  |  |  |  |  |  |  |  |
|  | Pyrus ussuriensis                        |  |  |  |  |  |  |  |  |  |  |  |  |  |  |  |
|  |                                          |  |  |  |  |  |  |  |  |  |  |  |  |  |  |  |
|  |                                          |  |  |  |  |  |  |  |  |  |  |  |  |  |  |  |
|  | 'Chizhovskaya '                          |  |  |  |  |  |  |  |  |  |  |  |  |  |  |  |
|  |                                          |  |  |  |  |  |  |  |  |  |  |  |  |  |  |  |
|  |                                          |  |  |  |  |  |  |  |  |  |  |  |  |  |  |  |
|  | ?                                        |  |  |  |  |  |  |  |  |  |  |  |  |  |  |  |
|  |                                          |  |  |  |  |  |  |  |  |  |  |  |  |  |  |  |
|  |                                          |  |  |  |  |  |  |  |  |  |  |  |  |  |  |  |
|  | Forest's Beauty principios del siglo XIX |  |  |  |  |  |  |  |  |  |  |  |  |  |  |  |
|  |                                          |  |  |  |  |  |  |  |  |  |  |  |  |  |  |  |
|  |                                          |  |  |  |  |  |  |  |  |  |  |  |  |  |  |  |
|  | ?                                        |  |  |  |  |  |  |  |  |  |  |  |  |  |  |  |
|  |                                          |  |  |  |  |  |  |  |  |  |  |  |  |  |  |  |
|  |                                          |  |  |  |  |  |  |  |  |  |  |  |  |  |  |  |

## Usos
La pera 'Chizhovskaya' es adecuada para el consumo fresco; a partir de ella se elaboran mermeladas, compotas y otras preparaciones caseras. Con el tiempo, en árboles más viejos de más de 15 años, los frutos se vuelven más pequeños. Podar los árboles ayudará a corregir la situación.
Los frutos tienen buenas propiedades comerciales y son aptos para el transporte de larga distancia. Guarde las frutas frescas en una habitación oscura a baja temperatura.